# سیارک ۱۱۰۳۷
سیارک ۱۱۰۳۷ (به انگلیسی: 11037 Distler، نامگذاری:1989CD6) یازده هزار و سی و هفتمین سیارک کشف شده‌است که در ۲ فوریه ۱۹۸۹ کشف شد.
قدر مطلق سیارک برابر ۱۳٫۶۰ است.